# NGC 4625
NGC 4625 је спирална галаксија у сазвежђу Ловачки пси која се налази на NGC листи објеката дубоког неба.
Деклинација објекта је + 41° 16' 25" а ректасцензија 12h 41m 52,5s. Привидна величина (магнитуда) објекта NGC 4625 износи 12,3 а фотографска магнитуда 12,9. Налази се на удаљености од 8,2000 милиона парсека од Сунца. NGC 4625 је још познат и под ознакама IC 3675, UGC 7861, MCG 7-26-38, IRAS 12395+4132, KCPG 349B, KUG 1239+415, ARP 23, CGCG 216-18, PGC 42607.